# Револьвер Кайнока
Револьвер Кайнока — револьвер английского производства.

## Описание
Это тяжелое армейское оружие, оснащено восьмигранным стволом с верхней планкой и встроенной полукруглой мушкой. Рамка открывается передвижением вперед фиксатора. При открытии оружия приходит в действие автоматический экстрактор. Нажатие на рычаг ниже спускового крючка, взводит курок. Была разработана модель с коротким двойным спусковым крючком, он полностью помещался в пределах спусковой скобы.